# Eduard VII.

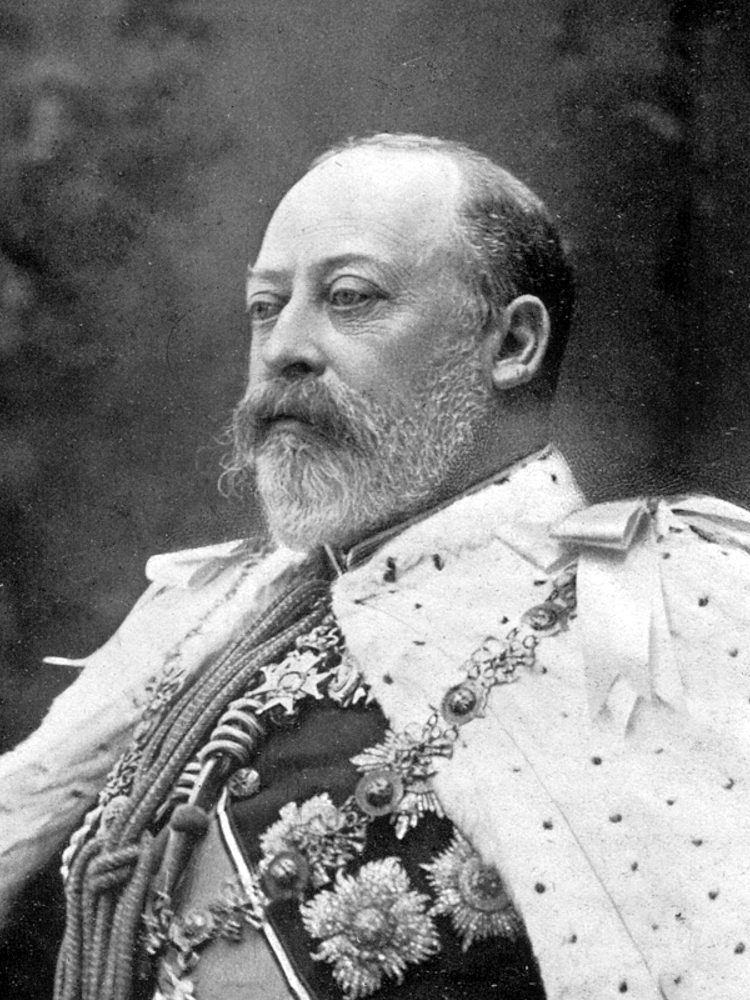
Eduard VII. bei seiner Krönung 1902

Eduard VII. (englisch Edward VII, gebürtig Kronprinz Albert Edward; * 9. November 1841 im Buckingham Palace, London; † 6. Mai 1910 ebenda) war vom 22. Januar 1901 bis zu seinem Tod König des Vereinigten Königreichs von Großbritannien und Irland, König der Dominions und Kaiser von Indien. Er war der erste britische Herrscher aus dem Haus Sachsen-Coburg und Gotha (seit 1917 im Vereinigten Königreich Haus Windsor genannt) und der älteste Sohn Königin Victorias und ihres Mannes Albert.

## Leben

### Herkunft und frühe Jahre

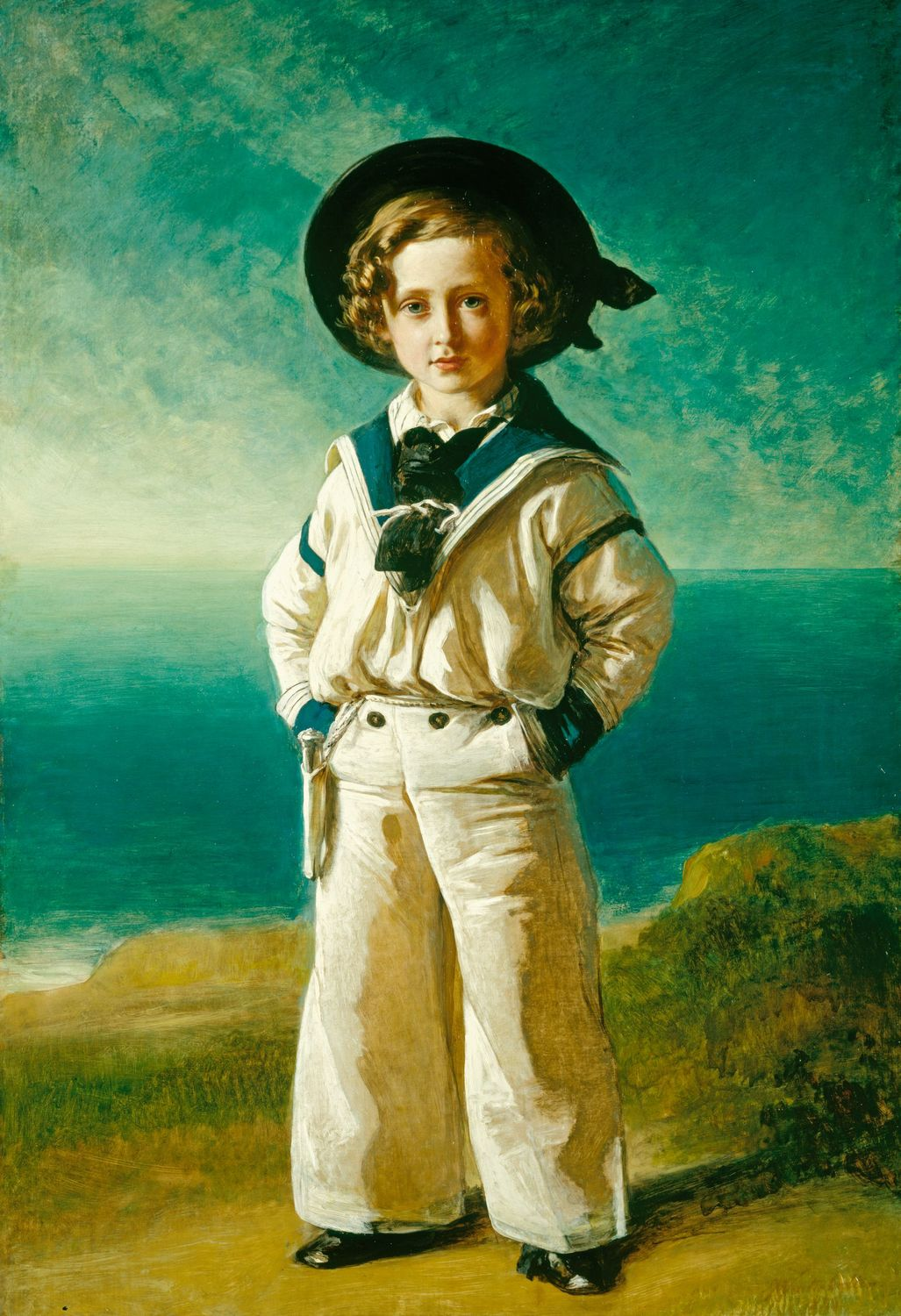
Eduard im Matrosenanzug, Gemälde von Winterhalter (1846)

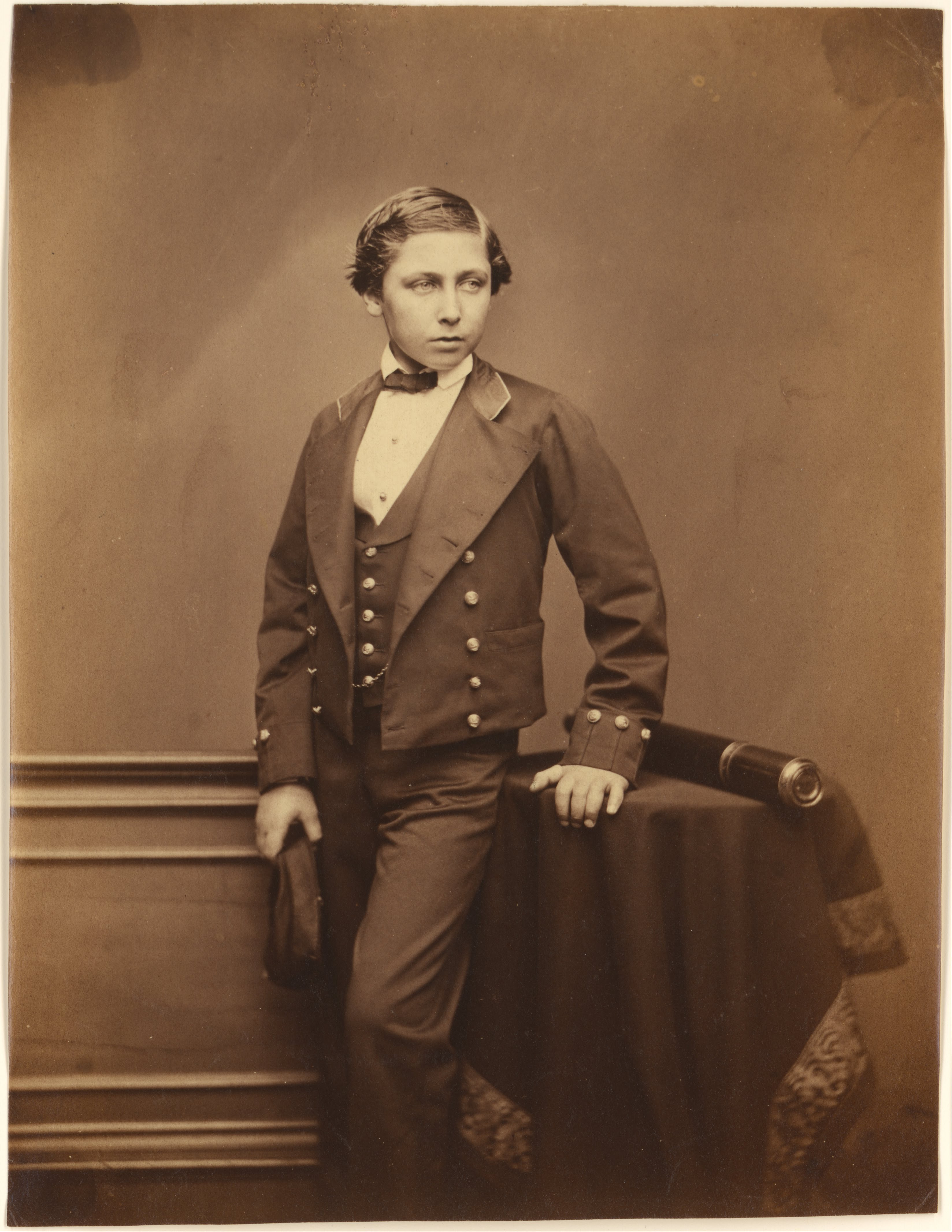
Eduard im Jahr 1856

Prinz Albert Edward wurde am 9. November 1841 als ältester Sohn der regierenden britischen Königin Victoria und ihres Prinzgemahls Albert von Sachsen-Coburg und Gotha im Londoner Buckingham Palace geboren. Als ältester Sohn einer britischen Monarchin war er von Geburt an Thronfolger. Bereits vier Wochen nach seiner Geburt wurde ihm der Titel eines Prince of Wales verliehen, der seit dem 14. Jahrhundert traditionell – jedoch nicht automatisch – der Titel des britischen Thronfolgers ist. Er wurde am 25. Januar 1842 in der St George’s Chapel in Windsor Castle, auf die Namen Albert Edward getauft. Er erhielt den Namen Albert nach seinem Vater und Edward nach seinem Großvater mütterlicherseits, Prinz Edward, Duke of Kent and Strathearn.
Victoria und Albert waren entschlossen, „Bertie“, wie er im engeren Familienkreis genannt wurde, eine Ausbildung zukommen zu lassen, die ihn zu einem vorbildlichen konstitutionellen Monarchen machen sollte. Sein überaus strenger Vater bestellte Privatlehrer und Erzieher und übergab ihnen den siebenjährigen Prinzen, der jedoch von unstetem Wesen war und sich nicht als Musterschüler erwies. Ab Sommer 1859 begann er zu studieren; zunächst an der Universität Edinburgh, wo er unter der Aufsicht von Professor Lyon Playfair stand. Im Anschluss wurde er Student an der ehrwürdigen Universität von Oxford und wechselte 1861 nach Cambridge ans Trinity College, wo er in Geschichte vom renommierten Professor Charles Kingsley unterrichtet wurde. Zwischenzeitlich nahm er als Thronerbe erste offizielle Aufgaben für das Königshaus wahr und reiste 1860 nach Nordamerika. Erstmals besuchte ein britischer Thronfolger Kanada und die Vereinigten Staaten. Eduard zeigte dabei großes diplomatisches Geschick, und der Besuch wurde als außenpolitischer Erfolg gefeiert.
Während seiner Studienzeit glänzte Eduard weniger mit Leistung denn mit seinem ausschweifenden Lebensstil. Der Prinz war ein Dandy mit Vorlieben für Glücksspiel, Alkohol und junge Schauspielerinnen, dessen Liebesabenteuer kein Geheimnis blieben. Dies führte dazu, dass sein bereits schwer kranker Vater im Dezember 1861 nach Cambridge kam, um Eduard ins Gewissen zu reden und ihn zurechtzuweisen. Zwei Wochen später starb Prinzgemahl Albert. Königin Victoria verwand den Verlust ihres Gatten nie und machte ihren Sohn zeitlebens für dessen frühen Tod mitverantwortlich.

### Ehe und Nachkommen

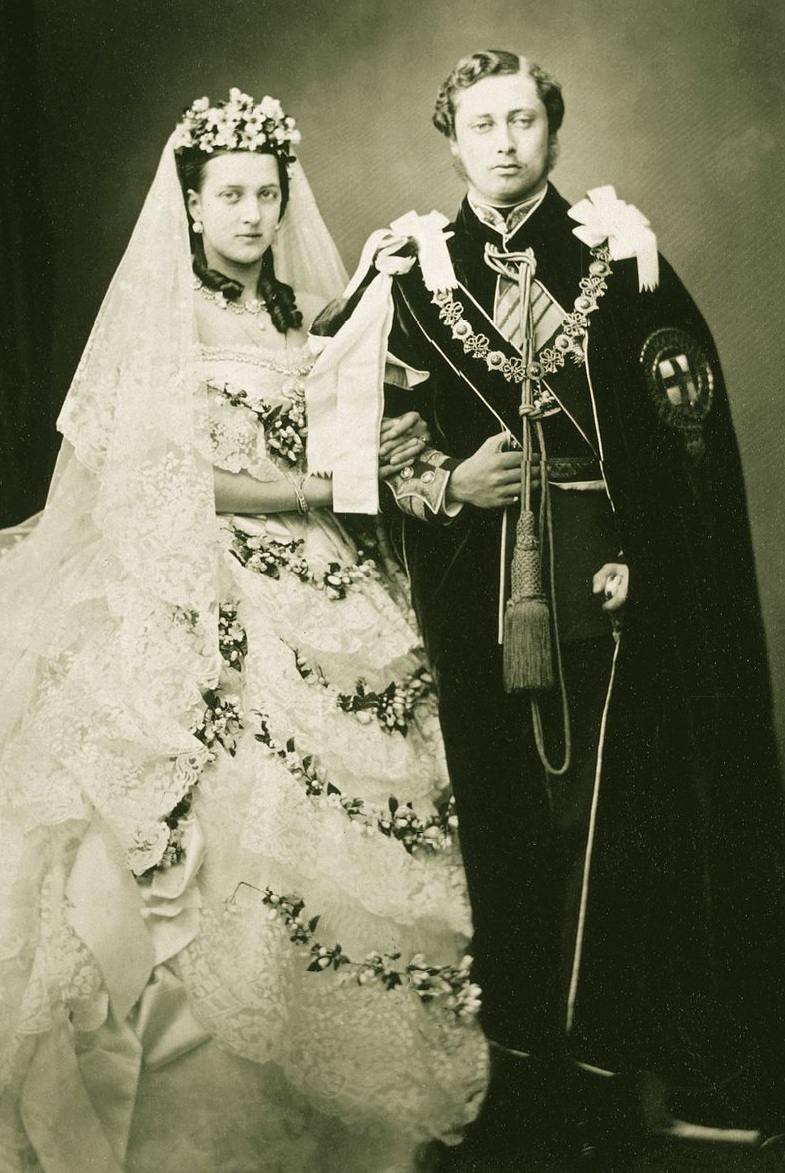
Hochzeit 1863

Königin Victoria arrangierte, unter Mithilfe ihrer ältesten Tochter Prinzessin Victoria, die Heirat mit Prinzessin Alexandra von Dänemark, der Tochter des späteren Königs Christian IX.
Eduard und Alexandra heirateten am 10. März 1863 in der St George’s Chapel von Windsor Castle, und Alexandra wurde zur Princess of Wales. Das junge Ehepaar bezog in London die Stadtvilla Marlborough House und mit Sandringham House in der Grafschaft Norfolk einen herrschaftlichen Landsitz. Aus der Verbindung gingen insgesamt sechs Kinder hervor:
- Albert Victor, Duke of Clarence and Avondale (* 8. Januar 1864; † 14. Januar 1892)
- Georg, Duke of York, Prince of Wales (* 3. Juni 1865; † 20. Januar 1936), als Georg V. britischer König ⚭ Maria von Teck
- Louise, Princess Royal (* 20. Februar 1867; † 4. Januar 1931) ⚭ Alexander Duff, 1. Duke of Fife
- Victoria (* 6. Juli 1868; † 3. Dezember 1935)
- Maud (* 26. November 1869; † 20. November 1938) ⚭ Haakon VII. von Norwegen
- Alexander John (* 6. April 1871; † 7. April 1871)

### Prince of Wales (1841 bis 1901)

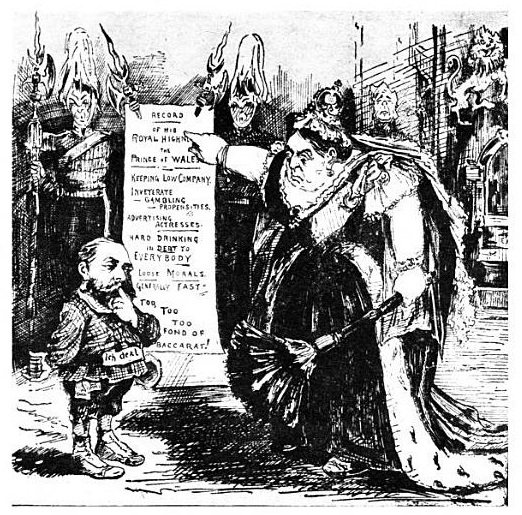
Karikatur aus dem satirischen Magazin Puck vom Juni 1891. Anlässlich seiner Verwicklung in den Tranby-Croft-Skandal hält Queen Victoria dem Enfant terrible die Liste seiner Verfehlungen vor. Eduard trägt eine Schärpe mit der Aufschrift Ich deal („Ich teile [die Karten] aus“), in Anspielung auf den Wahlspruch der Fürsten von Wales Ich dien.

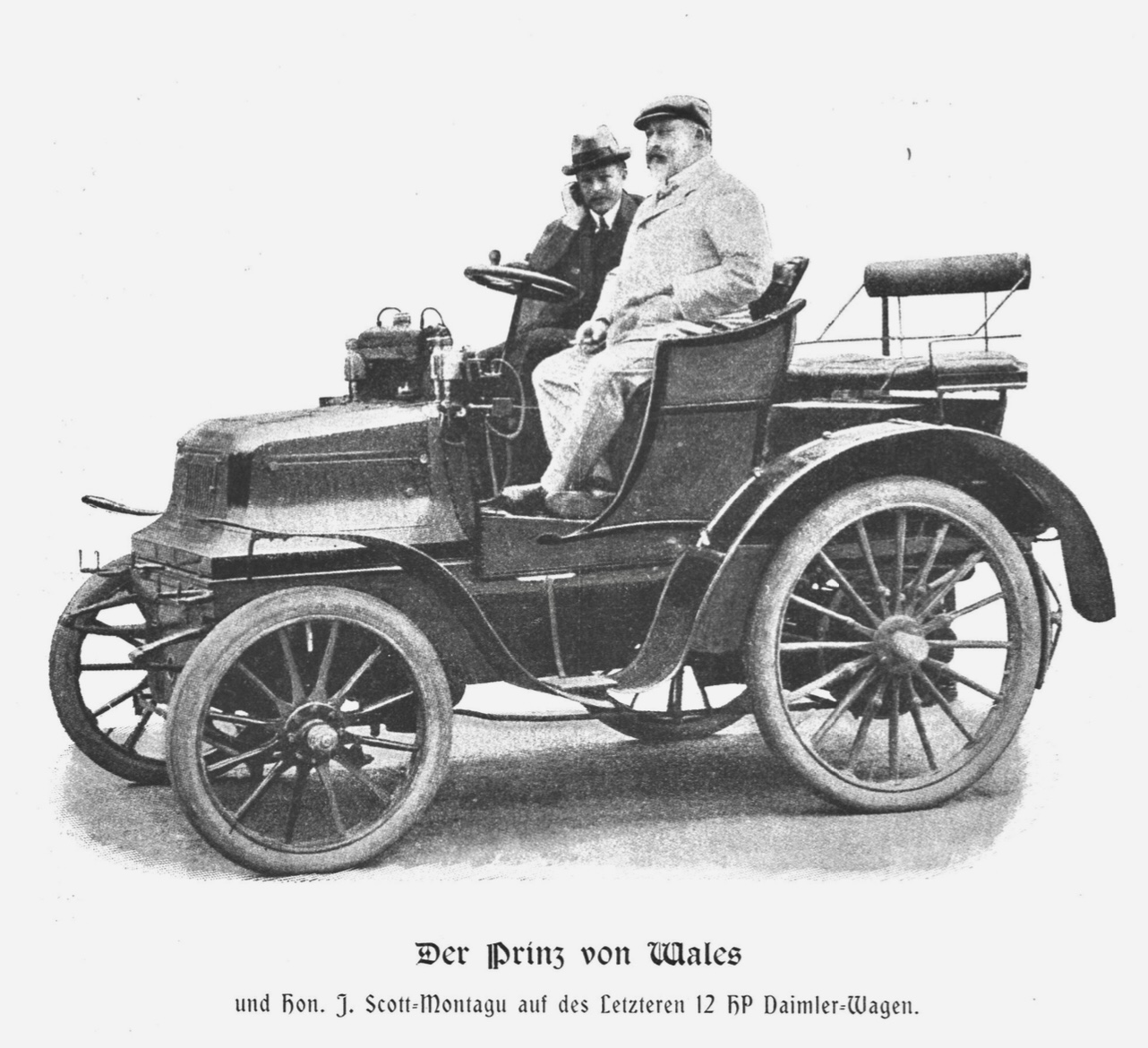
Eduard VII. im Daimler (1900)

Nach dem frühen Tod ihres Gatten zog sich Königin Victoria, so weit es ging, aus der Öffentlichkeit zurück und lebte eine strenge Witwenschaft. Aus diesem Grund kamen dem Kronprinzen vermehrt öffentliche Auftritte zu, die seine Mutter vermied. Insbesondere bei Empfängen ausländischer Staatsgäste hatten seine weltgewandte Art und sein diplomatisches Geschick positive Auswirkungen. Eine aktive Rolle in der Staatsführung gestand ihm seine Mutter jedoch nicht zu. Eduard war insgesamt 59 Jahre lang Prince of Wales und galt als „ewiger Thronfolger.“
Da Eduard nur in geringem Maße von seiner Mutter in offizielle Aufgaben eingebunden wurde, hatte er ausreichend Zeit, sein Privatleben zu kultivieren. Er pflegte seine Vorlieben für Glücksspiel, Pferderennen und die französische Lebensart sowie für die Welt des Theaters, für exklusive Jagdgesellschaften, Nachtklubs und Vaudeville. Sein Landsitz Sandringham House wurde ein Zentrum des britischen High-Society-Lebens abseits der Hauptstadt, an dem erstmals auch amerikanische Dollar-Millionäre teilhaben durften.
Obwohl seine Ehe mit Prinzessin Alexandra als glücklich beschrieben wurde, hatte Eduard zeitlebens außereheliche Liebesverhältnisse und Mätressen, die seine Gattin größtenteils tolerierte. Insgesamt wurden dem Prinzen 55 außereheliche Beziehungen nachgesagt. Zu den bekanntesten zählten Jennie Churchill, Countess Daisy Greville, Lady Aylesford (siehe Aylesford-Affäre) und Hortense Schneider; die Schauspielerin Lillie Langtry war in den 1870er Jahren seine Dauer-Mätresse. Dies schlug sich auch in der Ausstattung seiner Räumlichkeiten mit praktischen Möbeln und erotischen Wandbildern nieder. Seine letzte Geliebte war Alice Keppel (die Urgroßmutter von Königin Camilla, der Ehefrau des seit 2022 regierenden britischen Königs Charles III.), mit der er sich jedes Frühjahr mehrere Wochen im französischen Badeort Biarritz aufhielt.
Eduard hatte auch genügend Freiraum, um seinem ausgeprägten Kunstsinn zu frönen und als Patron der Künste und Wissenschaften zu fungieren. So half er 1883 bei der Gründung des Royal College of Music. Stets nach dem neuesten modischen Trend gekleidet war der Prinz Vorbild der gehobenen Männergesellschaften. Angeblich wegen dieses Lebenswandels hielt ihn seine Mutter bewusst so lange wie möglich von den Regierungsgeschäften fern.
Seit Eduard in Stockholm 1868 durch König Karl XV. von Schweden in die Freimaurerei aufgenommen wurde, war er ein aktiver Freimaurer. Als er 1874 als Großmeister eingesetzt wurde, gab er der englischen Bruderschaft neuen Schwung und Popularität. Etwa in dieser Zeit kam es zum Bruch mit dem Grand Orient de France. Die Zahl aktiver Logen stieg von 1200 auf über 3000. Er trat öffentlich, zu Hause und auf Auslandsreisen, als Großmeister auf und legte mit Freimaurerzeremonien Grundsteine von öffentlichen Gebäuden, Brücken und Kirchen in England und Docks in Bombay. Seine Anwesenheit sorgte für Publicity, und Berichte über jegliche Freimaurertreffen erschienen regelmäßig in der nationalen und lokalen Presse. Anlässlich seiner Thronbesteigung legte er sein Amt als Großmeister nieder. Im Jahr 1868 wurde er Ritter des schwedischen Ordens Karls XIII., der Freimaurern vorbehalten ist.
Als Prince of Wales war Eduard in zwei Gerichtsprozesse verwickelt. Im Jahr 1870 wurde er in einem Scheidungsverfahren einer Dame der Gesellschaft als Scheidungsgrund genannt, und 1891 im Tranby-Croft-Skandal war er Zeuge in einem Prozess, bei dem es um unerlaubtes Glücksspiel (Baccara) ging.
Trotz aller Verfehlungen und seines Lebenswandels erfreute sich Eduard in der Bevölkerung zeitlebens großer Beliebtheit, wozu sicherlich auch sein ungezwungener Umgang mit Menschen aus den „einfachen Bevölkerungsschichten“ beigetragen haben dürfte.

### Als König (1901 bis 1910)

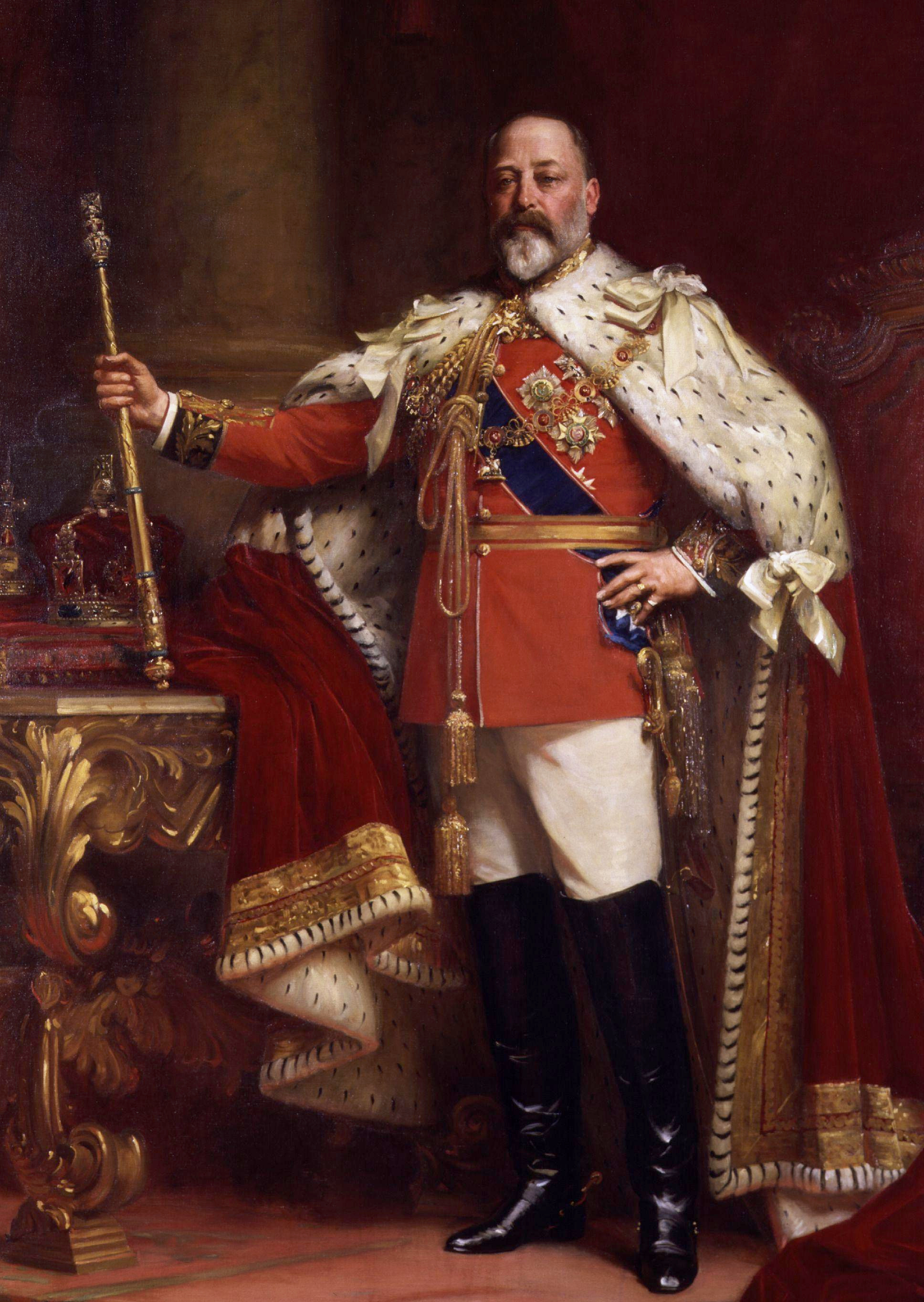
Krönungsporträt von Luke Fildes

Als Königin Victoria nach 63 Jahren Regierungszeit am 22. Januar 1901 starb, war Kronprinz Eduard mit 59 Jahren nach Wilhelm IV. der zweitälteste Thronfolger, den die britische Monarchie bis dahin hatte. Eduard war der erste britische Herrscher aus dem deutschen Adelsgeschlecht Sachsen-Coburg und Gotha und gleichzeitig der bis dahin am längsten amtierende direkte Thronerbe. Als Herrschernamen wählte er Eduard VII. Er hätte ursprünglich am 26. Juni 1902 gekrönt werden sollen; jedoch erkrankte er zwei Tage zuvor an einer Blinddarmentzündung, so dass die Krönung verschoben werden musste. Nach erfolgreicher Behandlung krönte ihn der Erzbischof von Canterbury, Frederick Temple, am 9. August in der Westminster Abbey zum britischen König. Die Krönung wurde dem Volk durch Kanonensalven im Hyde Park und im Tower mitgeteilt. In der Folgezeit belebte Eduard die prunkvollen und populären öffentlichen Auftritte eines Monarchen wieder, die in der Endphase der Regierung seiner Mutter unterblieben waren. Die Proklamation zum Kaiser von Indien auf dem Delhi Durbar fand, wie schon bei seiner Mutter, 1903 in seiner Abwesenheit statt.
In Großbritannien gab es einige Vorbehalte gegen den neuen König, dessen neunjährige Regierung aus heutiger Sicht größtenteils positiv bewertet wird. Nach seinem Amtsantritt führte Eduard sein großes außenpolitisches Engagement fort und forcierte die Annäherung an Frankreich, die er seit Jahren betrieben hatte. Diese Aussöhnung fand ihren krönenden Höhepunkt im Abschluss der Entente cordiale (1904). Dieser Ausgleichsvertrag beendete die traditionelle Rivalität beider Länder und die britische Isolationspolitik in Europa (splendid isolation). Außerdem sollte diese Verbindung ein Gegengewicht zu Deutschland und Österreich-Ungarn darstellen; allerdings absolvierte der König im Sommer 1903 nach einem Aufenthalt in Böhmen auch einen Staatsbesuch bei Kaiser Franz Joseph I. in Wien, dem 1904 ein neuerliches Treffen folgte, als sich der König zur Kur in Marienbad aufhielt.
Aufsehen erregte der Empfang einer indianischen Delegation aus dem Westen Kanadas im Jahr 1906. Als konstitutionelles Staatsoberhaupt konnte Eduard jedoch die dortige Minderheitenpolitik nicht beeinflussen, und so blieb es beim Austausch freundlicher Gesten, vor allem mit dem Delegationsführer Su-á-pu-luck (Joseph Capilano), einem Squamish-Häuptling.
Mit seinem Besuch beim spanischen König Alfons XIII. in Cartagena 1907 förderte Eduard VII. das Zustandekommen eines spanisch-britisch-französischen Abkommens. Auch am britisch-russischen Vertrag von Sankt Petersburg (1907) und der Anglo-Russischen Konvention, die die Auseinandersetzungen beider Reiche an den Grenzen Indiens beendete, hatte König Eduard als geschickter Diplomat einen gewissen Anteil. Mit der Annäherung an das undemokratische Zarenreich und einem Staatsbesuch in Sankt Petersburg provozierte er allerdings auch heftige Proteste der britischen Bevölkerung. Neben der Außenpolitik – innenpolitisch wurde Eduard kaum aktiv – zeigte der König großes Interesse an einer Heeresreform. Nach den Ereignissen des Zweiten Burenkriegs (1899–1902) hielt er den Aufbau einer angemessenen britischen Landstreitmacht für notwendig, um Frankreich im Falle eines deutschen Angriffs unterstützen zu können.
Aufgrund der Heiratspolitik seiner Mutter war Eduard mit fast allen europäischen Adelsfamilien verwandt und galt als „Onkel Europas“: so war er Onkel des deutschen Kaisers Wilhelm II. und – durch seine Frau Alexandra – des russischen Zaren Nikolaus II. sowie des norwegischen Königs Haakon VII., dessen Schwiegervater er ebenfalls war, außerdem Schwager der Könige von Griechenland und Dänemark, Georg I. und Friedrich VIII., um nur die wichtigsten zu nennen. Seine Nichte Victoria Eugénie war mit Alfons XIII. von Spanien verheiratet.

### Lebensende

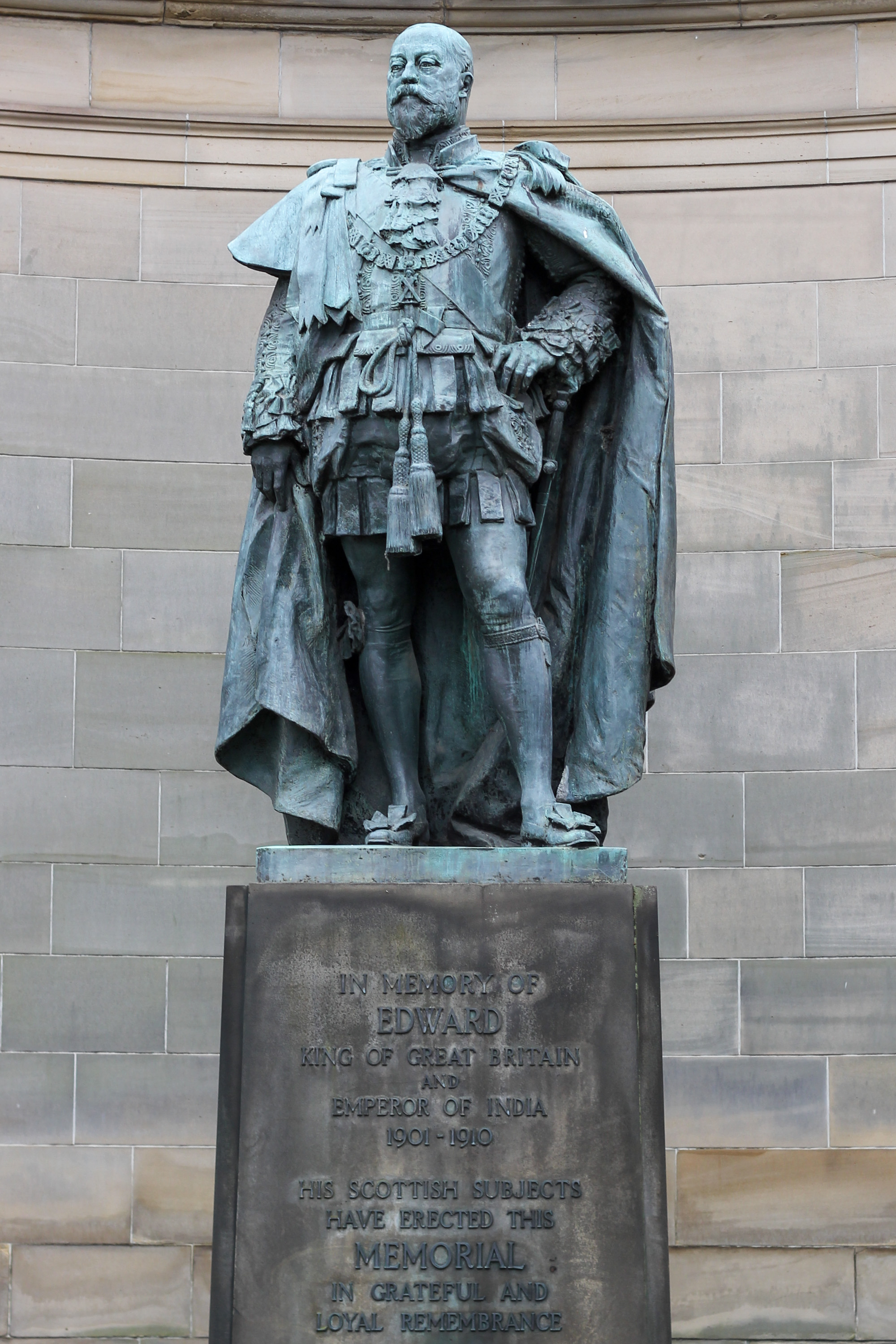
Statue von Eduard VII. vor dem Holyrood Palace in Edinburgh

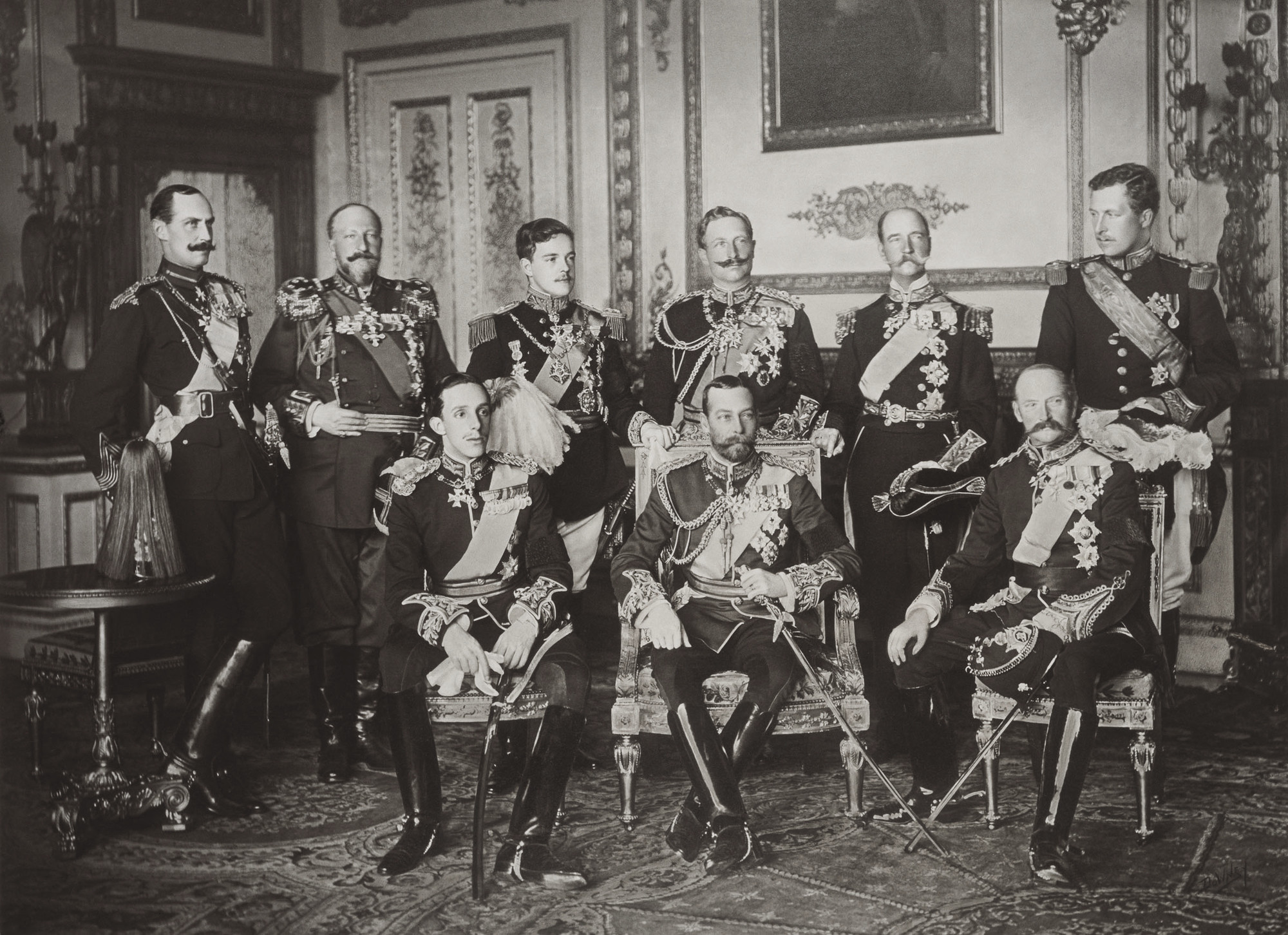
Anlässlich der Begräbnisfeierlichkeiten Eduards VII. versammelten sich die regierenden Monarchen Europas am 20. Mai 1910 in Windsor Castle.
Stehend, links nach rechts: Haakon VII., Ferdinand I., Manuel II., Wilhelm II., Georg I., Albert I.
Sitzend, von links nach rechts: Alfons XIII., Georg V., Friedrich VIII.

Eduard war ein Bonvivant und exzessiver Kettenraucher, der pro Tag 20 Zigaretten und zwölf Zigarren rauchte. Mit zunehmendem Alter verschlechterte sich sein Gesundheitszustand, und er litt zunehmend an Bronchitis.
Im März 1910 brach Eduard während eines Aufenthalts in Biarritz zusammen und konnte erst am 27. April wieder in den Buckingham Palace zurückkehren. Dort erlitt er in den folgenden Tagen mehrere Herzinfarkte und verstarb schließlich am 6. Mai 1910. Die Grabstätte Eduards VII. befindet sich in der St George’s Chapel auf Windsor Castle.

## Ehrungen
Ihm zu Ehren benannte Robert Falcon Scott seine im Januar 1902 entdeckte antarktische Halbinsel König-Edward-VII-Land. Auch die 1911 gegründete King Edward VII Foundation, zum Austausch zwischen Briten und Deutschen, trägt seinen Namen.
1901 wurde zu seinen Ehren der Stadtpark der westaustralischen Hauptstadt Perth in Kings Park umbenannt. In Lissabon wurde der landesweit bekannte Stadtpark Parque Eduardo VII angelegt.

## Trivia
Eduard VII. beeinflusste die heutige Mode nachhaltig. Wegen seiner Leibesfülle trug er sein Sakko stets mit dem untersten Knopf geöffnet. Bald übernahm der Hof und später die ganze Welt diese Weise ein Sakko zu tragen.

## Titel und Wappen

Wappen von König Eduard VII.

- 9. November – 8. Dezember 1841: His Royal Highness Prince Albert Edward The Duke of Cornwall and Rothesay
- 8. Dezember 1841 bis 22. Januar 1901: His Royal Highness Albert Edward The Prince of Wales, Duke of Cornwall, Duke of Rothesay, Earl of Chester, Earl of Carrick, Earl of Dublin, Baron of Renfrew, Lord of the Isles, Prince and Great Steward of Scotland
- 22. Januar 1901 bis 6. Mai 1910: His Majesty Edward the Seventh, by the Grace of God of the United Kingdom of Great Britain, Ireland and of the British Dominions beyond the Seas, King, Defender of the Faith, Emperor of India

## Ahnentafel
| Ahnentafel König Eduard VII.  | Ahnentafel König Eduard VII.                                                                                           | Ahnentafel König Eduard VII.                                                                                  | Ahnentafel König Eduard VII.                                                                                  | Ahnentafel König Eduard VII.                                                                                  | Ahnentafel König Eduard VII.                                                                                     | Ahnentafel König Eduard VII.                                                                                     | Ahnentafel König Eduard VII.                                                                                           | Ahnentafel König Eduard VII.                                                                                     |
| ----------------------------- | --- | --- | --- | --- | --- | --- | --- | --- |
| Ururgroßeltern                | Herzog Ernst Friedrich von Sachsen-Coburg-Saalfeld (1724–1800) ⚭ 1749 Sophie von Braunschweig-Wolfenbüttel (1724–1802) | Graf Heinrich XXIV. von Reuß-Ebersdorf (1724–1779) ⚭ 1754 Karoline Ernestine zu Erbach-Schönberg (1727–1796)  | Herzog Ernst II. von Sachsen-Gotha-Altenburg (1745–1804) ⚭ 1769 Charlotte von Sachsen-Meiningen (1751–1827)   | Herzog Friedrich Franz I. von Mecklenburg-Schwerin (1756–1837) ⚭ 1775 Luise von Sachsen-Gotha (1756–1808)     | Prinz Friedrich Ludwig (1707–1751) ⚭ 1736 Augusta von Sachsen-Gotha-Altenburg (1719–1772)                        | Herzog Karl zu Mecklenburg (1708–1752) ⚭ 1735 Elisabeth Albertine von Sachsen-Hildburghausen (1713–1761)         | Herzog Ernst Friedrich von Sachsen-Coburg-Saalfeld (1724–1800) ⚭ 1749 Sophie von Braunschweig-Wolfenbüttel (1724–1802) | Graf Heinrich XXIV. von Reuß-Ebersdorf (1724–1779) ⚭ 1754 Karoline Ernestine zu Erbach-Schönberg (1727–1796)     |
| Urgroßeltern                  | Herzog Franz von Sachsen-Coburg-Saalfeld (1750–1806) ⚭ 1777 Gräfin Auguste Reuß zu Ebersdorf (1757–1831)               | Herzog Franz von Sachsen-Coburg-Saalfeld (1750–1806) ⚭ 1777 Gräfin Auguste Reuß zu Ebersdorf (1757–1831)      | Herzog August von Sachsen-Gotha-Altenburg (1772–1822) ⚭ 1797 Luise Charlotte zu Mecklenburg (1779–1801)       | Herzog August von Sachsen-Gotha-Altenburg (1772–1822) ⚭ 1797 Luise Charlotte zu Mecklenburg (1779–1801)       | König Georg III. (1738–1820) ⚭ 1761 Sophie Charlotte von Mecklenburg-Strelitz (1744–1818)                        | König Georg III. (1738–1820) ⚭ 1761 Sophie Charlotte von Mecklenburg-Strelitz (1744–1818)                        | Herzog Franz von Sachsen-Coburg-Saalfeld (1750–1806) ⚭ 1777 Gräfin Auguste Reuß zu Ebersdorf (1757–1831)               | Herzog Franz von Sachsen-Coburg-Saalfeld (1750–1806) ⚭ 1777 Gräfin Auguste Reuß zu Ebersdorf (1757–1831)         |
| Großeltern                    | Herzog Ernst I. von Sachsen-Coburg und Gotha (1784–1844) ⚭ 1817 Luise von Sachsen-Gotha-Altenburg (1800–1831)          | Herzog Ernst I. von Sachsen-Coburg und Gotha (1784–1844) ⚭ 1817 Luise von Sachsen-Gotha-Altenburg (1800–1831) | Herzog Ernst I. von Sachsen-Coburg und Gotha (1784–1844) ⚭ 1817 Luise von Sachsen-Gotha-Altenburg (1800–1831) | Herzog Ernst I. von Sachsen-Coburg und Gotha (1784–1844) ⚭ 1817 Luise von Sachsen-Gotha-Altenburg (1800–1831) | Edward Augustus, Duke of Kent and Strathearn (1767–1820) ⚭ 1818 Victoire von Sachsen-Coburg-Saalfeld (1786–1861) | Edward Augustus, Duke of Kent and Strathearn (1767–1820) ⚭ 1818 Victoire von Sachsen-Coburg-Saalfeld (1786–1861) | Edward Augustus, Duke of Kent and Strathearn (1767–1820) ⚭ 1818 Victoire von Sachsen-Coburg-Saalfeld (1786–1861)       | Edward Augustus, Duke of Kent and Strathearn (1767–1820) ⚭ 1818 Victoire von Sachsen-Coburg-Saalfeld (1786–1861) |
| Eltern                        | Prinz Albert von Sachsen-Coburg und Gotha (1819–1861) ⚭ 1840 Königin Victoria (1819–1901)                              | Prinz Albert von Sachsen-Coburg und Gotha (1819–1861) ⚭ 1840 Königin Victoria (1819–1901)                     | Prinz Albert von Sachsen-Coburg und Gotha (1819–1861) ⚭ 1840 Königin Victoria (1819–1901)                     | Prinz Albert von Sachsen-Coburg und Gotha (1819–1861) ⚭ 1840 Königin Victoria (1819–1901)                     | Prinz Albert von Sachsen-Coburg und Gotha (1819–1861) ⚭ 1840 Königin Victoria (1819–1901)                        | Prinz Albert von Sachsen-Coburg und Gotha (1819–1861) ⚭ 1840 Königin Victoria (1819–1901)                        | Prinz Albert von Sachsen-Coburg und Gotha (1819–1861) ⚭ 1840 Königin Victoria (1819–1901)                              | Prinz Albert von Sachsen-Coburg und Gotha (1819–1861) ⚭ 1840 Königin Victoria (1819–1901)                        |
| König Eduard VII. (1841–1910) | | | | | | | | |

## Verfilmungen
- The Coronation of Edward VII (Stummfilm, GB 1902, Regie: Georges Méliès, Edward VII: unbekannt)
- Sturz der Adler (GB 1974, Fernsehserie in 13 Teilen, Regie: Rudolph Cartier, David Cunliffe u. a., Edward VII.: Derek Francis)
- Edward the Seventh / Edward the King (GB 1975, Fernsehserie in 13 Teilen, Regie: John Gorrie, Edward VII: Timothy West)
- Ihre Majestät Mrs. Brown (GB/USA 1997, Regie: John Madden, Eward VII: David Westhead)
- Victoria & Abdul (GB/USA 2017, Regie: Stephen Frears, Edward VII: Eddie Izzard)